# Ticvaniu Mic, Caraș-Severin
Ticvaniu Mic este un sat în comuna Ticvaniu Mare din județul Caraș-Severin, Banat, România.

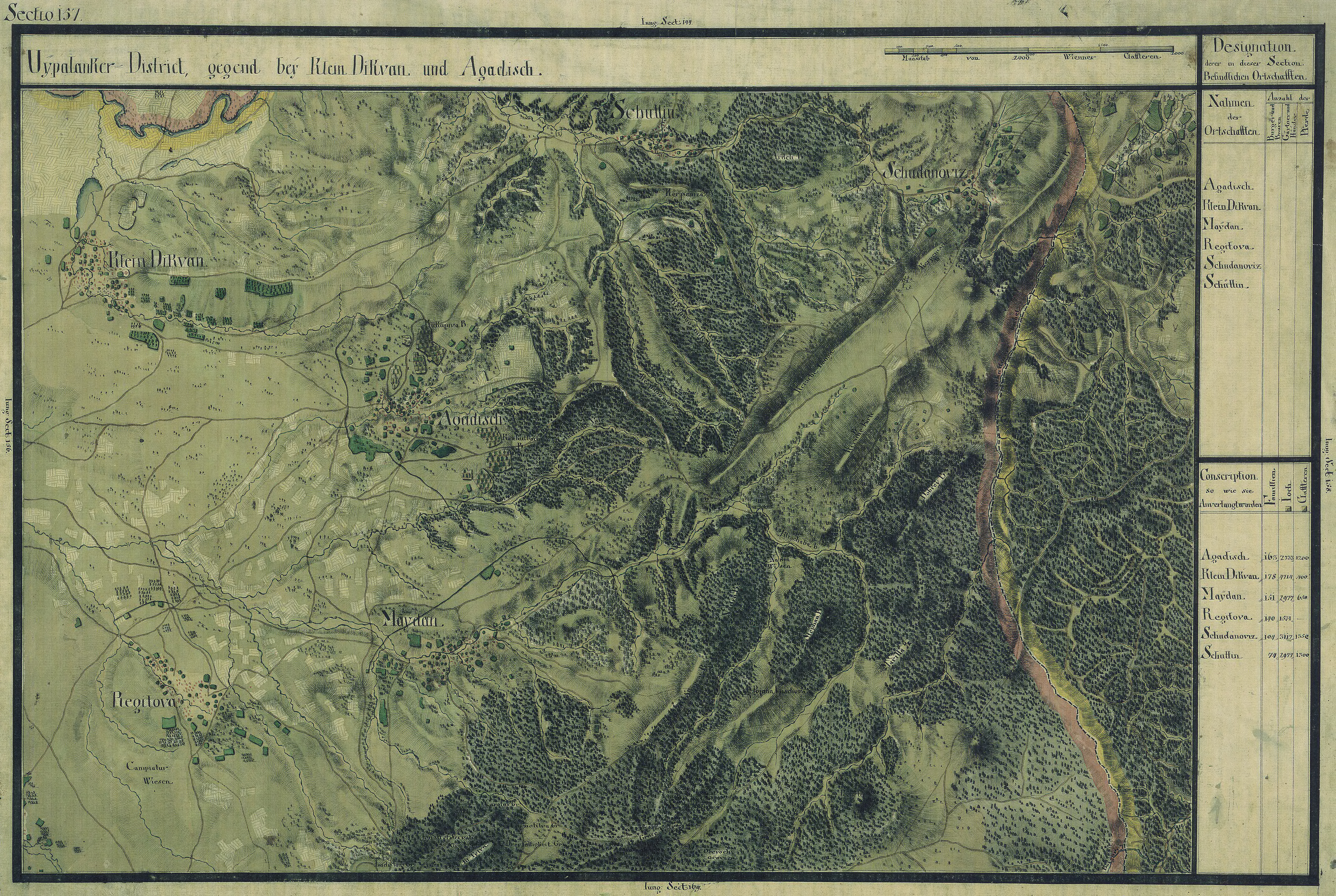
Ticvaniu Mic în Harta Iosefină a Banatului, 1769-72

## Personalități
- Traian Novac (1882 - 1970), deputat în Marea Adunare Națională de la Alba Iulia 1918